# Associazione Calcio Pavia 2003-2004
Questa voce raccoglie le informazioni riguardanti l'Associazione Calcio Pavia nelle competizioni ufficiali della stagione 2003-2004.

## Stagione
Nella stagione 2003-2004 il neopromosso Pavia disputa il girone A del campionato di Serie C1, ma tutto gira per il verso storto per la squadra pavese. Rispetto al torneo precedente dove ha vinto alla grande il campionato, percorre il cammino inverso, dall'altare alla polvere nella serie superiore, pagando il salto di categoria. A torneo finito, in piena estate, dopo l'amara conclusione con l'ultimo posto a 32 punti e la conseguente retrocessione in Serie C2, giunge la lieta notizia, che gli azzurri potranno disputare il prossimo campionato, di nuovo in Serie C1 perché riammessi. La squadra di Marco Torresani è partita in campionato con il piede sbagliato, viene sconfitta in casa (0-1) con la Lucchese, assapora la prima vittoria (2-0) al Lumezzane, all'ottava giornata. Chiude con 18 punti il girone di andata, in quint'ultima posizione, poi perde la bussola, nel girone di ritorno fa peggio di tutti, con solo 14 punti raccolti, si arriva così all'ultimo posto. Un po' meglio il percorso del Pavia nella Coppa Italia di Serie C, dove gli azzurri hanno vinto il girone C di qualificazione, superando Cremonese, Montichiari, Pizzighettone e Pro sesto, poi nei sedicesimi ha superato nel doppio confronto la Pro Vercelli, mentre viene poi eliminata negli ottavi dalla Pro Patria. Con 9 reti il brasiliano Inacio Joelson è risultato il miglior marcatore stagionale del Pavia, mentre Omar Nordi, dopo le abbuffate da grande bomber delle scorse stagioni, si ferma a 5 reti.

## Rosa
| N. |                   | Ruolo | Calciatore           |
| -- | ----------------- | ----- | -------------------- |
|    | Italia (bandiera) | C     | Matteo Ambrosoni     |
|    | Italia (bandiera) | D     | Roberto Bandirali    |
|    | Italia (bandiera) | A     | Roberto Barbieri     |
|    | Italia (bandiera) | P     | Walter Bressan       |
|    | Italia (bandiera) | C     | Yuri Breviario       |
|    | Italia (bandiera) | C     | Francesco Cardamone  |
|    | Italia (bandiera) | C     | Rocco Crippa         |
|    | Italia (bandiera) | D     | Salvatore Ferraro    |
|    | Italia (bandiera) | C     | Charles Ferretti     |
|    | Italia (bandiera) | A     | Lauro Florean        |
|    | Italia (bandiera) | C     | Alessandro Gambadori |
|    | Italia (bandiera) | D     | Mavillo Gheller      |

| N. |                    | Ruolo | Calciatore           |
| -- | ------------------ | ----- | -------------------- |
|    | Italia (bandiera)  | C     | Mauro Gilardi        |
|    | Italia (bandiera)  | D     | Alberto Gruttadauria |
|    | Brasile (bandiera) | A     | Joelson              |
|    | Italia (bandiera)  | A     | Omar Nordi           |
|    | Italia (bandiera)  | P     | Cristian Reggiani    |
|    | Italia (bandiera)  | A     | Mario Rossini        |
|    | Italia (bandiera)  | A     | Giuseppe Scalisi     |
|    | Italia (bandiera)  | C     | Paolo Sciaccaluga    |
|    | Italia (bandiera)  | D     | Nicola Stucco        |
|    | Italia (bandiera)  | D     | Stefano Todeschini   |
|    | Italia (bandiera)  | C     | Stefano Vecchi       |
|    | Italia (bandiera)  | D     | Denis Zanardo        |

## Risultati

### Campionato

#### Girone di andata
| Arbitro: | Gava (Conegliano) |

|  |           |               |
|  | Marcatori | 56’ Carruezzo |

| Varese 7 settembre 2003 2ª giornata | Varese           | 0 – 0 | Pavia | Stadio Franco Ossola\| Arbitro: \| Saveri (Viterbo) \| |
| Arbitro:                            | Saveri (Viterbo) |       |       |                                                        |

| Arbitro: | Masiero (Mestre) |

|               |           |                                    |
| Breviario 74’ | Marcatori | 27’ Serafini 38’, 90+1’ Abbruscato |

| Arbitro: | Barbirati (Ferrara) |

|               |           |             |
| N. Padoin 84’ | Marcatori | 73’ Joelson |

| Arbitro: | Bo (Genova) |

|             |           |                        |
| Joelson 37’ | Marcatori | 17’, 35’ G. De Angelis |

| Arbitro: | Orsato (Schio) |

|               |           |            |
| Matteassi 50’ | Marcatori | 1’ Joelson |

| Arbitro: | Landolfo (Frattamaggiore) |

|                       |           |               |
| Pozzi 66’ Cavalli 76’ | Marcatori | 63’ Bandirali |

| Arbitro: | Stefanini (Prato) |

|                               |           |  |
| Cardamone 2’ Gruttadauria 29’ | Marcatori |  |

| Arbitro: | Ciliberto (Merano) |

|                         |           |  |
| Cioffi 41’ Carlet 90+4’ | Marcatori |  |

| Arbitro: | Di Fiore (Aosta) |

|                                       |           |             |
| Nordi 15’ Breviario 31’ Gheller 45+1’ | Marcatori | 41’ Carbone |

| Arbitro: | Bo (Genova) |

|  |           |                              |
|  | Marcatori | 46’, 59’ Joelson 53’ Gheller |

| Arbitro: | Crugliano (Crotone) |

|                      |           |                                  |
| Ambrosoni 85’ (rig.) | Marcatori | 54’ Mannini 90+2’ (rig.) Ambrosi |

| Pavia 23 novembre 2003 13ª giornata | Pavia                | 0 – 0 | Pistoiese | Stadio Pietro Fortunati\| Arbitro: \| Padovan (Conegliano) \| |
| Arbitro:                            | Padovan (Conegliano) |       |           |                                                               |

| Rimini 7 dicembre 2003 14ª giornata | Rimini                       | 0 – 0 | Pavia | Stadio Romeo Neri\| Arbitro: \| Tommasi (Bassano del Grappa) \| |
| Arbitro:                            | Tommasi (Bassano del Grappa) |       |       |                                                                 |

| Arbitro: | Zanzi (Lugo di Romagna) |

|                       |           |  |
| Nordi 37’ Rossini 85’ | Marcatori |  |

| Ferrara 21 dicembre 2003 16ª giornata | SPAL                  | 0 – 0 | Pavia | Stadio Paolo Mazza\| Arbitro: \| C. Rodomonti (Teramo) \| |
| Arbitro:                              | C. Rodomonti (Teramo) |       |       |                                                           |

| Arbitro: | Squillace (Catanzaro) |

|             |           |                                 |
| Joelson 74’ | Marcatori | 53’, 67’ Campolonghi 58’ Fanesi |

#### Girone di ritorno
| Arbitro: | Forconi (Aprilia) |

|               |           |  |
| Romanelli 85’ | Marcatori |  |

| Arbitro: | Giachero (Pinerolo) |

|  |           |                |
|  | Marcatori | 77’ Fiumicelli |

| Arbitro: | Mannella (Avezzano) |

|                           |           |  |
| Abbruscato 58’ Ciullo 90’ | Marcatori |  |

| Arbitro: | Zanzi (Lugo di Romagna) |

|            |           |  |
| Florean 9’ | Marcatori |  |

| Arbitro: | Pierpaoli (Firenze) |

|                                                 |           |  |
| Udassi 17’ Mortari 35’ (rig.) G. De Angelis 45’ | Marcatori |  |

| Arbitro: | Herberg (Messina) |

|  |           |                                            |
|  | Marcatori | 63’ Veronese 75’ (rig.) Alessi 89’ Zizzari |

| Arbitro: | Fiori (Perugia) |

|               |           |                                       |
| Cardamone 68’ | Marcatori | 8’, 48’ Bernacci 45+1’ (rig.) Cavalli |

| Arbitro: | Lops (Torino) |

|                       |           |                                         |
| Sinigaglia 15’, 90+2’ | Marcatori | 30’ Bandirali 45’ Joelson 90+6’ Rossini |

| Arbitro: | Lioce (Molfetta) |

|            |           |                       |
| Gheller 7’ | Marcatori | 25’ (rig.) M. Palombo |

| Arbitro: | Gandolfi (Cremona) |

|              |           |  |
| Perfetti 32’ | Marcatori |  |

| Arbitro: | Italiani (L'Aquila) |

|                     |           |             |
| Ambrosoni 2’ (rig.) | Marcatori | 58’ Sgrigna |

| Arbitro: | Cavarretta (Trapani) |

|               |           |  |
| Lorenzini 40’ | Marcatori |  |

| Arbitro: | La Rocca (Ercolano) |

|                                        |           |  |
| Artistico 31’ (rig.), 83’ D'Isanto 74’ | Marcatori |  |

| Arbitro: | Lena (Ciampino) |

|  |           |              |
|  | Marcatori | 43’ D'Angelo |

| Arbitro: | Pierpaoli (Firenze) |

|                                                             |           |  |
| La Grottería 7’ Zecchin 8’ Guidetti 51’ (rig.) Cecchini 70’ | Marcatori |  |

| Arbitro: | Caristia (Siracusa) |

|                                |           |                      |
| Nordi 51’, 66’ Sciaccaluga 86’ | Marcatori | 2’ Consonni 7’ Selva |

| Arbitro: | Damato (Barletta) |

|  |           |                             |
|  | Marcatori | 72’ Ambrosoni 90+1’ Joelson |

### Coppa Italia

#### Girone C
| Arbitro: | Lops (Torino) |

|                                     |           |                       |
| Stocco 5’ Rossini 42’ Breviario 83’ | Marcatori | 32’ Bersi 38’ Valente |

| Arbitro: | Dattrino (Torino) |

|  |           |                                             |
|  | Marcatori | 18’ (rig.) Barbieri 54’ Ambrosoni 71’ Nordi |

| Arbitro: | Tonolini (Milano) |

|               |           |            |
| Ambrosoni 65’ | Marcatori | 88’ Aiolfi |

| 27 agosto 2003 4ª giornata |  | – Turno di riposo Pavia |  |  |

| Arbitro: | Ciliberto (Merano) |

|                           |           |                          |
| Fermi 35’ E. Chianese 86’ | Marcatori | 18’ Rossini 43’ Barbieri |

#### Sedicesimi di finale
| Arbitro: | Gandolfi (Cremona) |

|  |           |                   |
|  | Marcatori | 3’, 51’ Gambadori |

| Arbitro: | Di Cintio (Bergamo) |

|                              |           |                                    |
| Gilardi 13’ Rossini 32’, 79’ | Marcatori | 73’ Tozzi Borsoi 86’ F. Centofanti |

#### Ottavi di finale
| Arbitro: | Bernardoni (Modena) |

|                      |           |             |
| Carbone 49’ Kalu 69’ | Marcatori | 77’ Gilardi |

| Arbitro: | Salati (Trento) |

|                                 |           |                               |
| Joelson 80’ Barbieri 85’ (rig.) | Marcatori | 90’ Karasavvidis 111’ Morante |